# كريس دونوفان
كريس دونوفان (بالإنجليزية: Chris Donovan)‏ هو لاعب هوكي الجليد أمريكي، ولد في 26 أغسطس 1985 في Fairfax Station, Virginia ‏ في الولايات المتحدة.

## وصلات خارجية
- كريس دونوفان على موقع EliteProspects.com (الإنجليزية)
- كريس دونوفان على موقع HockeyDB.com (الإنجليزية)